# Ambulyx lahora
Ambulyx lahora Butler, 1875 è un lepidottero appartenente alla famiglia Sphingidae, diffuso in Asia.

## Descrizione
Rispetto alle altre specie di Ambulyx, l'adulto rivela antenne più spesse e lievemente ciliate, mentre i palpi sono nettamente proiettati in avanti.

## Distribuzione e habitat
L'areale della specie è limitato all'Himalaya nord-occidentale (Pakistan e India).